# Lijst van Tweede Kamerleden 1922-1925

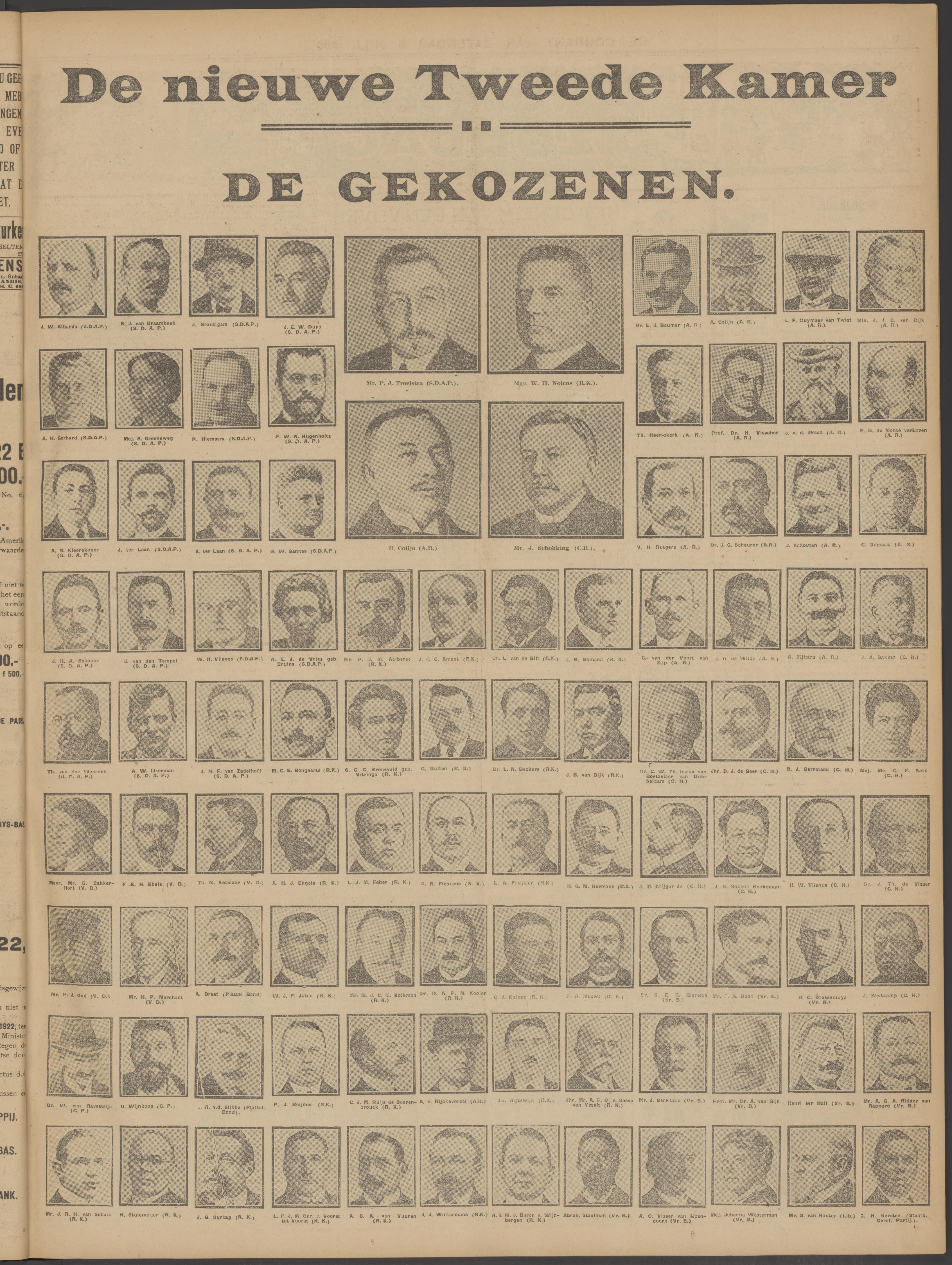
Foto's van de gekozen Kamerleden in 1922.

De samenstelling van de Tweede Kamer der Staten-Generaal 1922-1925 biedt een overzicht van de Tweede Kamerleden in de periode tussen de Tweede Kamerverkiezingen van 5 juli 1922 en de Tweede Kamerverkiezingen van 1 juli 1925. De regering werd in september 1922 gevormd door het kabinet-Ruijs de Beerenbrouck II. De zittingsperiode ging in op 25 juli 1922 en eindigde op 15 september 1925. Er waren 100 Tweede Kamerleden.
De partijen staan in volgorde van grootte. De politici staan in alfabetische volgorde, uitgezonderd de fractieleider, die telkens vetgedrukt als eerste van zijn of haar partij vermeld staat.

## Gekozen bij de verkiezingen van 5 juli 1922

### RKSP (32 zetels)
- Wiel Nolens, fractievoorzitter
- Joannes Josephus Cornelis Ament
- Charles Ludovicus van de Bilt
- Jan Bomans
- Max Bongaerts
- Sophie Charlotte Cornelie Bronsveld-Vitringa
- Gerardus Bulten
- Laurentius Nicolaas Deckers
- Johannes Baptiste van Dijk
- Arnold Engels
- Louis Feber
- Albertus Nicolaas Fleskens
- Leonard Albert Fruytier
- Henri Hermans
- Wilhelmus Johannes Franciscus Juten[1]
- Cornelis Knigge
- Maximilien Joseph Caspar Marie Kolkman
- Dionysius Adrianus Petrus Norbertus Koolen
- Kees Kuiper
- Anthonius Benedictus Michielsen[2]
- Franciscus Anthonius Moerel
- Augustinus Bernardus Gijsbertus Maria van Rijckevorsel
- Jan van Rijzewijk
- Charles Ruijs de Beerenbrouck
- Alexander van Sasse van Ysselt
- Josef van Schaik
- Hendrikus Stulemeijer
- Johannes Georgius Suring
- Louis François Joseph Maria van Voorst tot Voorst
- Adrianus Cornelis Antonie van Vuuren
- Antonius Ignatius Maria Josephus van Wijnbergen
- Jef Wintermans

### SDAP (20 zetels)
- Pieter Jelles Troelstra, fractievoorzitter
- Willem Albarda
- Hendrik Jan van Braambeek
- Johan Brautigam
- Jan Duijs
- Adriaan Gerhard
- Suze Groeneweg
- Pieter Hiemstra
- Frederik Willem Nicolaas Hugenholtz
- Arie IJzerman
- Asser Benjamin Kleerekoper
- Jan ter Laan
- Kornelis ter Laan
- Goswijn Sannes
- Jan Schaper
- Jan van den Tempel
- Willem Vliegen
- Agnes de Vries-Bruins
- Theo van der Waerden
- Jan van Zadelhoff

### ARP (16 zetels)
- Hendrik Colijn, fractievoorzitter
- Egbertus Johannes Beumer
- Arie Colijn
- Jannes Johannes Cornelis van Dijk
- Lodewijk Franciscus Duymaer van Twist
- Theo Heemskerk
- Jan van der Molen
- Frederik Herman de Monté VerLoren
- Victor Henri Rutgers
- Jan Gerrit Scheurer
- Jan Schouten
- Chris Smeenk
- Hugo Visscher
- Coenraad van der Voort van Zijp
- Jacob Adriaan de Wilde
- Albertus Zijlstra

### CHU (11 zetels)
- Jan Schokking, fractievoorzitter
- Jouke Bakker
- Carel Wessel Theodorus van Boetzelaer van Dubbeldam
- Dirk Jan de Geer
- Bartholomeus Johannes Gerretson
- Frida Katz
- Jan Krijger
- Johan Reinhardt Snoeck Henkemans
- Hendrik Tilanus
- Johannes Theodoor de Visser
- Jan Weitkamp

### Vrijheidsbond (10 zetels)
- Hendrik Coenraad Dresselhuys, fractievoorzitter
- Steven Edzo Broeils Bierema
- Gerard Adolf Boon
- Jan Gerritzen[3]
- Anton van Gijn
- Henri ter Hall
- Anthon Gerrit Aemile van Rappard
- Abraham Staalman
- Alibert Cornelis Visser van IJzendoorn
- Jo Westerman

### VDB (5 zetels)
- Henri Marchant, fractievoorzitter
- Betsy Bakker-Nort
- Fekko Ebel Hajo Ebels
- Theodore Matthieu Ketelaar
- Pieter Oud

### CPH (2 zetels)
- David Wijnkoop, fractievoorzitter
- Willem van Ravesteyn

### Plattelandersbond (2 zetels)
- Arend Braat, fractievoorzitter
- Rients Feikes de Boer

### SGP (1 zetel)
- Gerrit Hendrik Kersten, fractievoorzitter

### Liberale Partij (1 zetel)
- Lizzy van Dorp[2], fractievoorzitter

## Bijzonderheden
- Twee gekozenen bij de Tweede Kamerverkiezingen van 5 juli 1922, Paul Reymer (RKSP) en Samuel van Houten (Liberale Partij), namen hun verkiezing niet aan, Reymer vanwege zijn benoeming tot burgemeester van Eindhoven, van Houten vanwege zijn hoge leeftijd. Hun opvolgers, Anthonius Benedictus Michielsen (RKSP) en Lizzy van Dorp, werden op respectievelijk 19 september en 25 juli 1922 geïnstalleerd.

## Tussentijdse mutaties

### 1922
- 18 september: Charles Ruijs de Beerenbrouck (RKSP), Jannes Johannes Cornelis van Dijk, Theo Heemskerk (beiden ARP), Dirk Jan de Geer en Johannes Theodoor de Visser (beiden CHU) werden minister in het kabinet-Ruijs de Beerenbrouck II en namen daarom ontslag uit de Tweede Kamer. Hun opvolgers Peter Johannes Rutten (RKSP), Theunis Heukels, Chris van den Heuvel (beiden ARP), Jan Rutgers van Rozenburg en Hermanus Johannes Lovink (beiden CHU) werden op 12 oktober dat jaar geïnstalleerd, op Lovink na, die op 7 november dat jaar werd geïnstalleerd.

### 1923
- 11 augustus: Hendrik Colijn (ARP) vertrok uit de Tweede Kamer vanwege zijn benoeming tot minister in het kabinet-Ruijs de Beerenbrouck II. Hij werd als fractievoorzitter op 21 oktober dat jaar opgevolgd door Victor Henri Rutgers. Zijn opvolger in de Tweede Kamer, Hendrik Aukes Leenstra, werd op 18 september 1923 geïnstalleerd.
- 15 augustus: Franciscus Anthonius Moerel (RKSP) overleed. Zijn opvolger Toon Loerakker werd op 19 september dat jaar geïnstalleerd.
- 10 december: Alibert Cornelis Visser van IJzendoorn (Vrijheidsbond) nam ontslag om gezondheidsredenen. Zijn opvolger Lourens de Groot werd op 15 januari 1924 geïnstalleerd.

### 1924
- 19 februari: Maximilien Joseph Caspar Marie Kolkman (RKSP) overleed. Zijn opvolgster Annie Meijer werd op 6 mei dat jaar geïnstalleerd.
- 13 mei: Frederik Willem Nicolaas Hugenholtz (SDAP) overleed. Zijn opvolger Bernardus Johannes Josephus Wijkamp werd op 18 september dat jaar geïnstalleerd.

### 1925
- 30 april: Frederik Herman de Monté VerLoren (ARP) overleed. Zijn opvolger Willem Warnaar werd op 27 mei dat jaar geïnstalleerd.
- 5 mei: Lizzy van Dorp (Liberale Partij) sloot zich aan bij de Vrijheidsbond en vormde vanaf dan geen eenmansfractie meer.
- 19 mei: Bartholomeus Johannes Gerretson (CHU) nam ontslag om gezondheidsredenen. Gezien de korte resterende duur van de zittingsperiode werd niet meer in de vervanging van zijn vacature voorzien.
- 10 juli: Pieter Jelles Troelstra (SDAP) nam ontslag als fractievoorzitter, waarna zijn partijgenoot Jan Schaper tot waarnemend fractievoorzitter werd benoemd.

1815-1818 ·
1818-1821 ·
1821-1824 ·
1824-1827 ·
1827-1830 ·
1830-1833 ·
1833-1836 ·
1836-1839 ·
1839-1842 ·
1842-1845 ·
1845-1848 ·
1848-1849 ·
1849-1850 ·
1850-1852 ·
1852-1853 ·
1853-1854 ·
1854-1856 ·
1856-1858 ·
1858-1860 ·
1860-1862 ·
1862-1864 ·
1864-1866 ·
1866 (sep) ·
1866-1868 ·
1868-1869 ·
1869-1871 ·
1871-1873 ·
1873-1875 ·
1875-1877 ·
1877-1879 ·
1879-1881 ·
1881-1883 ·
1883-1884 ·
1884-1886 ·
1886-1887 ·
1887-1888 ·
1888-1891 ·
1891-1894 ·
1894-1897 ·
1897-1901 ·
1901-1905 ·
1905-1909 ·
1909-1913 ·
1913-1917 ·
1917-1918 ·
1918-1922 ·
1922-1925 ·
1925-1929 ·
1929-1933 ·
1933-1937 ·
1937-1946 ·
1946-1948 ·
1948-1952 ·
1952-1956 ·
1956-1959 ·
1959-1963 ·
1963-1967 ·
1967-1971 ·
1971-1972 ·
1972-1977 ·
1977-1981 ·
1981-1982 ·
1982-1986 ·
1986-1989 ·
1989-1994 ·
1994-1998 ·
1998-2002 ·
2002-2003 ·
2003-2006 ·
2006-2010 ·
2010-2012 ·
2012-2017 ·
2017-2021 ·
2021-2023 ·
2023-heden
Overzicht historische zetelverdeling